# Aeroportul David Constantijn Saudale
Aeroportul David Constantijn Saudale (IATA: RTI, ICAO: WATR) este un aeroport din Rote Ndao⁠(d), Nusa Tenggara Timur⁠(d), Indonezia.
Situat la o altitudine de 141 m, aeroportul dispune de o singură pistă. Este operat de Kementerian Perhubungan Indonesia⁠(d).